# Orientus ishidae
Orientus ishidae är en insektsart som beskrevs av Matsumura 1902. Orientus ishidae ingår i släktet Orientus och familjen dvärgstritar. Inga underarter finns listade i Catalogue of Life.